# Уоллас Фернандо Перейра
Уо́ллас Ферна́ндо Пере́йра (порт.-браз. Wallace Fernando Pereira; 29 октября 1986, Серкилью, Бразилия) — бразильский футболист, защитник.

## Биография
В 2005 году выступал за бразильский клуб «Сан-Карлос». В феврале 2006 года перешёл в молдавский «Шериф» из города Тирасполь. В команде стал основным игроком. Вместе с командой становился чемпионом и обладателем Кубка и Суперкубка Молдавии, выступал в еврокубках, сыграл 7 матчей. В чемпионате Молдавии провёл 59 поединков и забил 4 гола. Попал в символическую сборную чемпионата Молдавии первой половины сезона 2007/08.
Зимой 2008 года подписал четырёхлетний контракт с норвежским «Фредрикстадом». В чемпионате Норвегии дебютировал 30 марта 2008 года в выездном матче против «Бранна» (4:2), Уоллас отыграл весь матч. Во «Фредрикстаде» он также стал основным игроком. Всего за клуб сыграл 54 матча и забил 9 мячей. После того как клуб вылетел из Типпелиги у него начались финансовые проблемы и Уоласс покинул команду.
Летом 2010 года он перешёл в бельгийский «Гент», клуб за него заплатил 450 тысяч евро. В феврале 2014 года прибыл на просмотр в ужгородскую «Говерлу», которая проходила сборы в Турции. В итоге он был заявлен за клуб для участия в чемпионате Украины. В новой команде взял 86 номер. 16 марта 2014 года дебютировал в Премьер-лиге Украины в выездном матче против харьковского «Металлиста», Уоллас отыграл весь поединок, а встреча закончилась с ничейным счётом (1:1).

## Достижения
- Чемпион Молдавии (2): 2005/06, 2006/07
- Обладатель Кубка Молдавии (1): 2005/06
- Обладатель Суперкубка Молдавии (1): 2007
- Серебряный призёр чемпионата Норвегии (1): 2008
- Финалист Кубка Греции (1): 2014/15